# Salvar la Lisa
Salvar la Lisa o Salvant Lisa (títol original en francès, Sauver Lisa) és una minisèrie francesa de sis episodis dirigida per Yann Samuell i estrenada el 16 de novembre de 2021 al canal M6. És adaptació de la sèrie japonesa Mother (2010). S'ha doblat al català central per a TV3, que va començar a emetre-la el 27 de desembre de 2023 amb el títol de Salvar la Lisa. També s'ha doblat al valencià per a À Punt, amb el nom de Salvant Lisa, a partir del 7 de gener de 2024.

## Repartiment
- Caroline Anglade: Rose Keller
- Victoria Abril: Isabel Alvarez
- Cristiana Reali: Diane Keller
- Déborah François: Julie Bertho
- Capucine Sainson-Fabresse: Lisa
- Foëd Amara: Mehdi Chaleb
- Olivia Bonamy: Baranski
- Flore Bonaventura: Garance Keller
- Noom Diawara: Valin
- Oscar Copp: Greg

## Rodatge
El rodatge va tenir lloc del 5 d'octubre de 2020 al 15 de gener 2021 a la Dordonya (sobretot al castell de Commarque, Champsniers, Perigús), Saint-Nazaire i Bordeus.

## Rebuda
La sèrie va ser ben rebuda per la premsa: «una ficció en moviment» (Femme actuelle), «un drama apassionant, un repartiment femení de primer nivell» (Allociné), «A vegades repugnant, entranyable, divertida o impressionant, Salvar la Lisa és una sèrie que desafia la gent pel mèrit» (Le Parisien).